# Amt Niedermarsberg
Das Amt Niedermarsberg war ein Amt im Kreis Brilon in der preußischen Provinz Westfalen und in Nordrhein-Westfalen. Sein Gebiet gehört heute zur Stadt Marsberg im Hochsauerlandkreis.

## Geschichte

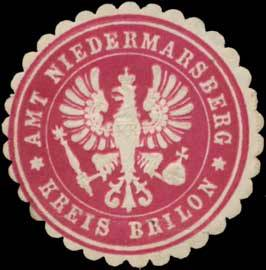
Siegelmarke Amt Niedermarsberg

im Kreis Brilon wurde 1824 aus mehreren alten Schultheißenbezirken die Bürgermeisterei Marsberg gebildet. Als die Stadt Obermarsberg 1839 die „Preußische Revidierte Städteordnung“ erhielt und dadurch aus der Bürgermeisterei Marsberg ausschied, wurde aus dem Rest der Bürgermeisterei die Bürgermeisterei Niedermarsberg gebildet.
Im Rahmen der Einführung der Landgemeindeordnung von 1841 für die Provinz Westfalen wurde 1844 aus der Bürgermeisterei Niedermarsberg das Amt Niedermarsberg gebildet. Obermarsberg gehörte nicht zum Amt. Der Amtshauptort Niedermarsberg wurde als Landgemeinde verwaltet und galt als „eigentliche Titularstadt“. Dem Amt gehörten zeit seines Bestehens zwölf Gemeinden an:
| - Beringhausen - Borntosten - Bredelar - Canstein - Erlinghausen - Giershagen | - Heddinghausen - Helminghausen - Leitmar - Niedermarsberg - Padberg - Udorf |

Im Jahr 1864 hatte das Amt 7222 Einwohner. 1966 hatte es bei einer unverändert gebliebenen Fläche von 107,41 km² 17355 Einwohner.
Das Amt existierte bis zum 31. Dezember 1974. Zum Jahreswechsel nach 1975 trat dann das so genannte Sauerland-Paderborn-Gesetz in Kraft. Dort heißt es in Paragraph 13 Absatz 3: „Das Amt Niedermarsberg wird aufgelöst. Rechtsnachfolgerin ist die Stadt Marsberg.“ Sämtliche Gemeinden des Amtes wurden Teil der neuen Stadt Marsberg im Hochsauerlandkreis.

### Wappen
| Wappen des Amtes Niedermarsberg | Blasonierung Von Silber und Gold durch blauen Wolkenschnitt schräggeteilt; oben ein goldgekrönter Rabe, unten ein doppelreihig blau-silbern geschachteter Schrägbalken. Beschreibung Das Wappen ist zusammengesetzt aus den Einzelwappen der Herren von Padberg (der Wolkenschnitt-Balken), der Familie der Raben von Papenheim zu Canstein (der Rabe) und der Familie von Horhusen (der Schachbalken). Die amtliche Genehmigung erfolgte am 4. März 1937. |